# Batalla de la isla de Hainan
La batalla de la isla de Hainan (en chino: 海南島戰役) ocurrió en 1950 durante la fase final de la guerra civil china. Las tropas de la República Popular China (RPC) llevaron a cabo un asalto anfibio en la isla de Hainan a mediados de abril, con la ayuda del movimiento comunista independiente de Hainan, que controlaba gran parte del interior de la isla. La República de China (ROC) controlaba la costa; sus fuerzas se concentraban en el norte cerca de Haikou y se vieron obligadas a retirarse al sur después de los desembarcos. Los comunistas aseguraron las ciudades del sur a finales de mes y declararon la victoria el 1 de mayo.

## Antecedentes

### Movimiento Comunista de Hainan

Ubicación de la isla de Hainan con respecto a Asia continental.

El Partido Comunista de China (PCCh) estableció una sucursal en Hainan en 1926. Las líneas de comunicación entre la sucursal y los líderes del PCCh fueron tenues desde el principio, lo que resultó en que el movimiento comunista de Hainan se desarrolló como una entidad independiente y operara con un apoyo externo mínimo. Los comunistas de Hainan se vieron muy afectados por la represión de los nacionalistas chinos que siguió al final del Primer Frente Unido. Los comunistas de la isla casi fueron destruidos debido a la geografía confinada de la isla; al igual que sus contrapartes del continente, los pocos sobrevivientes abandonaron la costa urbana y se refugiaron en el interior mucho más rural. En 1929, Wang Wenming, líder de los comunistas locales, nombró a Feng Baiju como su sucesor.
Los comunistas y los nacionalistas crearon un Segundo Frente Unido en respuesta a la agresión japonesa; los arreglos formales para Hainan solo se hicieron en 1938 después del comienzo de la segunda guerra sino-japonesa. Los comunistas de Hainan quedaron aún más aislados por la invasión japonesa de la isla en 1939: tenían poca comunicación y ningún contacto por radio con los líderes del PCCh hasta el final de la guerra. Las hostilidades limitadas entre los comunistas de Hainan y los nacionalistas se reanudaron en 1940. Los comunistas formaron una fuerza armada llamada Columna Independiente de Hainan (HIC). Los nacionalistas también alienaron al pueblo indígena hlai de las montañas interiores del sur al ocupar su territorio y exigir apoyo material. En julio de 1943, los hlai, dirigidos por Wang Guoxing y Wang Yujin, atacaron a las tropas nacionalistas en el conocido como Levantamiento de Baisha. Los hlai fueron aplastados y sufrieron fuertes represalias de los nacionalistas. Wang Guoxing y Wang Yujin sobrevivieron. Por sugerencia de Wang Yujin, los hlai formaron una alianza con los comunistas, que tenían su base en el interior del norte. Los comunistas dependían en gran medida de los hlai para sobrevivir, y su base principal se trasladó al sur a Wuzhishan en 1943-1944.
La guerra civil se intensificó después del final de la Segunda Guerra Mundial en 1945. En Hainan, la República de China abandonó el territorio de los hlai y se concentró a lo largo de la costa. Los comunistas de Hainan utilizaron el acceso al territorio de los hlai para crecer dentro del bloqueo nacionalista. Mantener las comunicaciones con el PCCh continental siguió siendo difícil, por lo que las órdenes del PCCh de abandonar la isla en 1946 fueron rechazadas. Los comunistas de Hainan pasaron los años posteriores a la retirada japonesa ganándose el apoyo popular.

### Preparativos de los comunistas

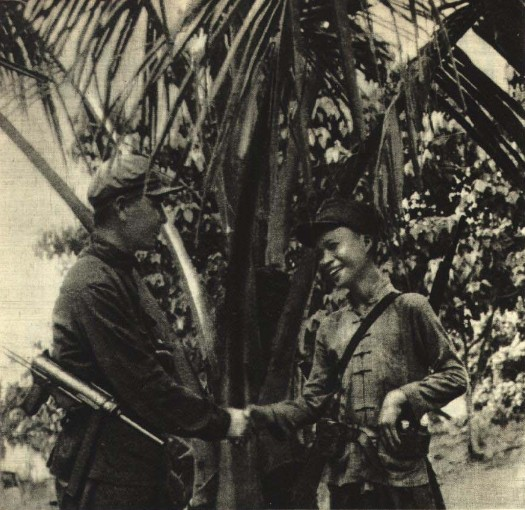
Un soldado del EPL (izquierda) le da la mano a un soldado del HIC (derecha), poco después de la captura conjunta de Haikou.

A finales de 1949, la República Popular China esperaba terminar rápidamente la guerra capturando las islas que todavía constituían los últimos bastiones de los nacionalistas chinos. Estas tareas fueron difíciles para las tropas comunistas ya que la República de China aún conservaba fuerzas navales y aéreas muy superiores; la armada comunista solo comenzó a formarse en el verano gracias a la deserción de varios barcos nacionalistas. A pesar de estos preparativos las tropas comunistas aún no estaban preparada; las invasiones de las islas Kinmen en octubre y Dengbu en noviembre fracasaron, Por lo que el gobierno comunista se vio obligado a aplazar la invasión de Hainan. En enero de 1950, Mao Zedong aprobó la invasión mientras estaba en la Unión Soviética por un visita de estado; probablemente buscaba una victoria para impresionar a sus anfitriones.
El Cuarto Ejército de Campaña del Ejército Popular de Liberación se encargó de la invasión. Se desplegó en la península de Leizhou en Guangdong, al otro lado del estrecho de Qiongzhou desde Hainan. El 15.º Cuerpo subordinado, dirigido por el general Deng Hua, participaría en la invasión a través del Estrecho. La derrota en Kinmen condujo a mayores preparativos.
La planificación de la invasión se produjo en el invierno de 1949-1950. Wang Guoxing y Ma Baishan viajaron a través del territorio controlado por la República de China hasta el Beijing comunista en el otoño de 1949; estaban en la ciudad para la proclamación de la República Popular China. La delegación de Hainan consultó con el liderazgo militar de la República Popular China antes de regresar al sur tras el avance comunista. Llegaron a tiempo para asistir a la reunión final de planificación de la invasión en febrero de 1950, a la que asistieron oficiales de Hainan y del EPL. Ma transmitió la sugerencia de Feng de que el ataque desde el norte se hiciera con movimientos de pinza en lugar de un asalto frontal y una batalla de desgaste para Haikou.
El Buró del Partido Comunista de la Rama Sur ordenó a HIC que preparara y distribuyera dinero en preparación para la invasión de Hainan por parte de los comunistas. La moneda se emitiría a las tropas invasoras del EPL para comprar suministros en Hainan; la distribución y el uso más amplios ayudarían a vincular la isla a la economía de la República Popular China. Los comunsitas locales respondieron emitiendo bonos de guerra en el invierno y la primavera de 1949-1950; esto instigó una campaña de represión final por parte de los nacionalistas. Chen Jitang, el gobernador nacionalista en Hainan, también intentó emitir moneda al mismo tiempo; esto fracasó en parte debido a la falta de apoyo del gobierno central de la República de China.
La invasión fue precedida por tres meses de intensos entrenamientos que se realizaron con asistencia soviética. El entrenamiento incluía la natación y el manejo de barcos de vela y de motor. La invasión se pospuso unas semanas por consejo soviético, que creía que los vientos serían más favorables para los juncos. Por otro lado, los principales desembarcos de abril y mayo no pudieron aprovechar los vientos favorables del invierno.

### Preparativos de los nacionalistas
Las fuerzas militares de las que disponían los nacionalistas chinos incluían unos 200 000 soldados regulares y milicianos; El corresponsal estadounidense Seymour Topping del The New York Times informó de unos 140 000 soldados, incluidos 80 000 veteranos. Muchos de ellos habían sido evacuados del continente y estaban desmoralizados y mal abastecidos; también estaban acompañados por refugiados. La mayoría de los defensores se concentraban alrededor de Haikou. La fuerza aérea y la armada de la República de China estaban mejor equipadas que los comunistas, con 25 aviones de combate y 50 barcos militares.
El general Xue Yue fue asignado para defender Hainan a finales de 1949. Lanzó una campaña de represión a principios de 1950; los comunistas de Hainan fueron «devastados» en febrero pero no  eliminados. El gobierno nacionalista se concentró en defender Taiwán y rechazó la mayoría de las solicitudes de refuerzo y material.

## Invasión

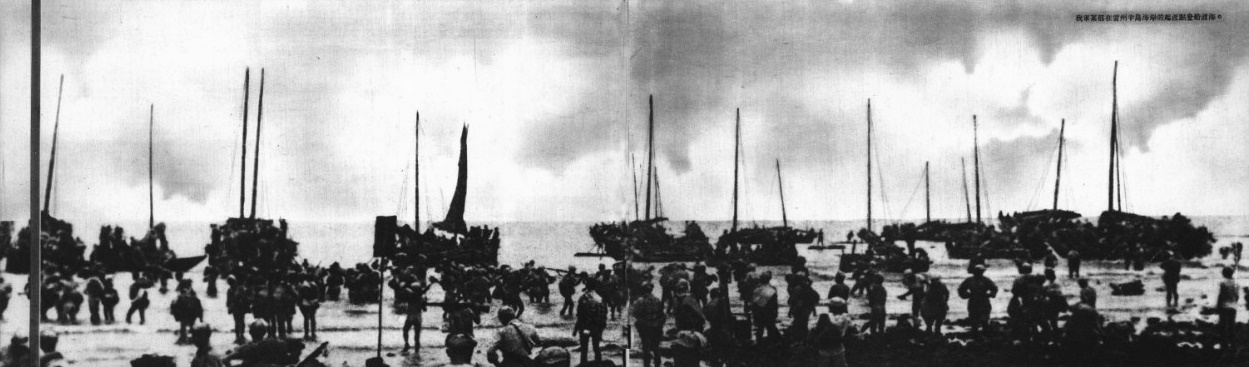
Las tropas comunistas se preparan para cruzar el estrecho de Qiongzhou

Las tropas nacionalistas bombardearon bases comunistas en Hainan y en la península de Leizhou con impunidad; este último prácticamente no tenía defensas antiaéreas.
Desde finales de febrero de 1950, el Ejército Popular de Liberación había estado reforzando a los comunistas locales mediante desembarcos a pequeña escala. La mayoría de estos pequeños desembarcos no fueron detectados por los nacionalistas. La fuerza de las unidades de desembarco quedó enmascarada por la dispersión. Movimientos más grandes ocurrieron el 10, 26 y 31 de marzo usando docenas de juncos.
El principal asalto anfibio comunista comenzó la noche del 16 de abril, las tropas cruzaron en 318 juncos divididos en múltiples oleadas. La fuerza aérea y la marina de los nacionalistas hundieron varios transportes. La mayoría de las 4000 bajas comunistas de la campaña ocurrieron durante el cruce inicial. Las fuerzas comunistas se unieron rápidamente con sus aliados locales. Estos últimos habían preparado las cabezas de playa y para la mañana del 17 de abril ya habían desembarcado más de 100 000 efectivos del EPL.Haikou en el norte cayó el 23 de abril. La defensa de los nacionalistas se desintegró por la desunión del mando y la falta de suministros. Los nacionalistas se retiraron hacia el sur, perseguidos por los comunistas. Los nacionalistas evacuaron a los principales comandantes y a casi 70 000 soldados y refugiados. Sanya y Yulin en el sur cayeron ante los comunistas en los siete días posteriores a la caída de Haikou, lo que permitió a la República Popular China proclamar la victoria el 1 de mayo.

## Consecuencias

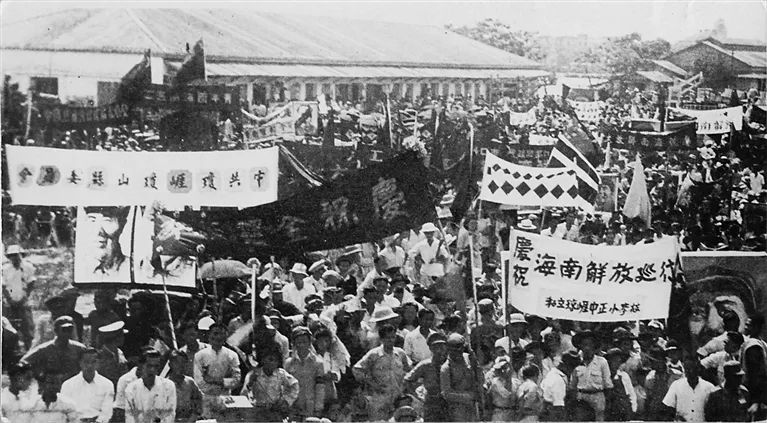
Los comunistas celebran su victoria en Haikou el 1 de mayo de 1950.

La conquista se vio rápidamente ensombrecida por la guerra de Corea y la primera crisis del estrecho de Taiwán.
El PCCh marginó al movimiento comunista de Hainan en la década siguiente, básicamente porque no estaba satisfecho con su relativa falta de rigor ideológico y su percepción de «localismo»; la estrategia de supervivencia del movimiento comunista local había sido pragmática y había incluido un compromiso con los hlai. Por esa razón los comunistas locales y los hlai se convirtieron en obstáculos notables para el programa de reforma agraria de la República Popular China.
La historiografía oficial de la República Popular China enfatiza las acciones del 15.º Cuerpo. El asalto a través del estrecho se popularizó en historias de una «flotilla popular» de juncos de madera tripulada por voluntarios y pescadores que luchaban contra buques de guerra de metal de la República de China. El papel del HIC y de los nativos hlai recibió mucha menos atención. Para el movimiento comunista de Hainan, la batalla fue la culminación de la guerra que habían librado contra los nacionalistas chinos durante 23 años con poco apoyo externo.